# 1949 no Brasil
Esta é uma cronologia dos fatos acontecimentos de ano 1949 no Brasil.

## Incumbentes
- Presidente do Brasil - Eurico Gaspar Dutra (31 de janeiro de 1946 - 31 de janeiro de 1951)

## Eventos
- 12 de julho: O primeiro número da revista O Pato Donald é lançado, dando origem à Editora Abril, fundada por Victor Civita.[1]
- 20 de agosto: Presidente Eurico Gaspar Dutra sanciona a lei, que cria a Escola Superior de Guerra, com sede no Rio de Janeiro.
- 10 de setembro: Fundação da Associação dos Magistrados Brasileiros (AMB).
- 18 de setembro: A primeira emissora de televisão do Brasil, a TV Tupi, inicia suas transmissões.
- 3 de outubro: São realizadas as eleições diretas para presidente, deputado federal, senador, governador, deputado estadual, prefeito e vereadores. Getúlio Vargas, candidato do PTB, é eleito presidente da República com 3.849.040 votos.[2][3][4]
- 14 de novembro: A Câmara dos Deputados aprova o acordo firmado entre a Itália e o Brasil no Rio de Janeiro.[5]
- 7 de dezembro: O Congresso Nacional do Brasil promulga o decreto legislativo n° 64/49, que aprova a Carta da Organização dos Estados Americanos.
- 27 de dezembro: Carlos Lacerda funda o Tribuna da Imprensa.

## Nascimentos
- 10 de janeiro: Bernardo Vilhena, compositor e escritor.
- 20 de janeiro: Gracinha Leporace, cantora.
- 18 de abril: Antônio Fagundes, ator.
- 12 de agosto: Fernando Collor de Mello, 32° presidente do Brasil.